# Kline

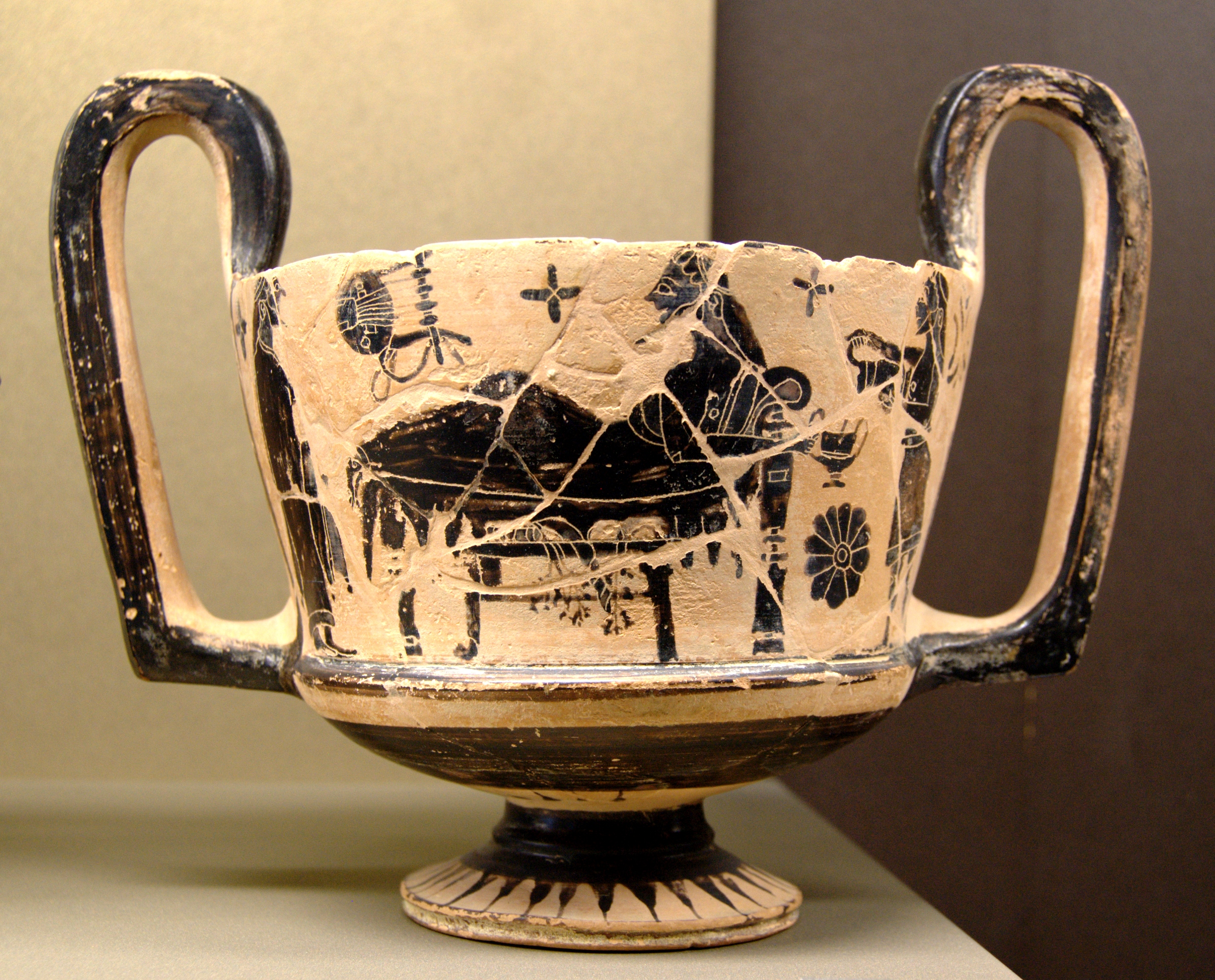
Bankettszene. Seite A von einem Böotischen schwarz-figurigen Kantharos, etwa 560 v. Chr.

Als Kline (altgriechisch κλίνη) bezeichnet man in der Archäologie eine Ruheliege mit hochgezogenem Kopfende.
Ursprünglich nur als Ruheliege eingesetzt, wurde die Kline im 7./6. Jahrhundert v. Chr. in Griechenland auch zum Speisen verwendet. Sie entwickelte sich schnell zum wichtigsten Möbelstück für Privathäuser (hier als fester Bestandteil des sich zur selben Zeit etablierenden Andron) und öffentlicher Speiseorte wie zum Beispiel dem Prytaneion.

## Ausführung und Verwendung
Als Materialien für die Klinen dienten vor allem Holz und alle in der Antike gängigen Metalle. Klinen aus Stein sind in Speiseräumen antiker Heiligtümer, in Gasthäusern und Gartenanlagen belegt.

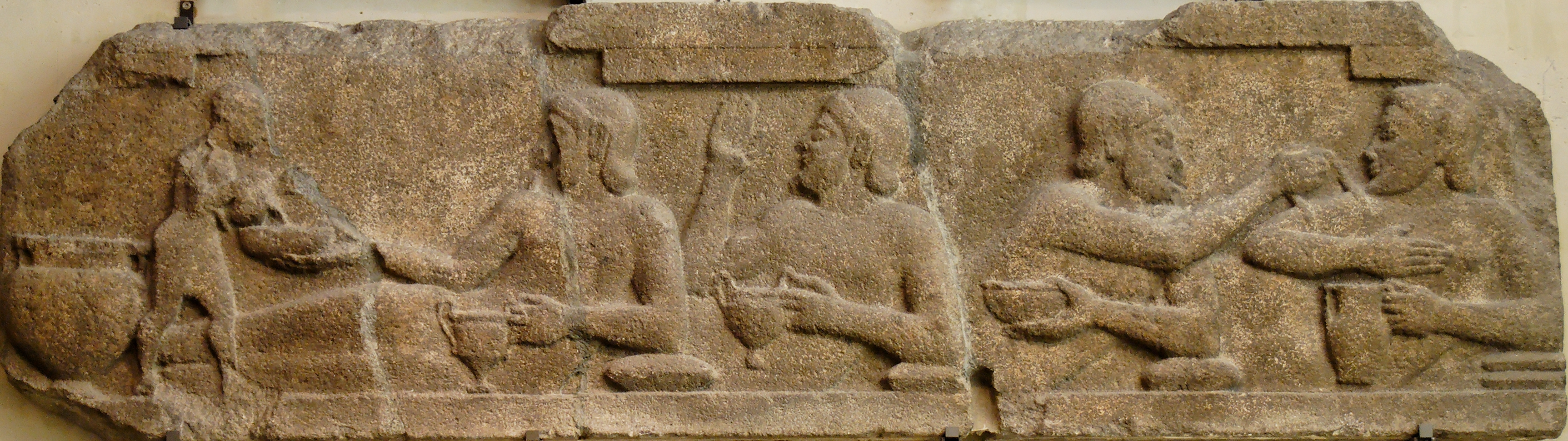
Bankettszene; Architravrelief vom Athenatempel in Assos, Trachyt, 6. Jh. v. Chr.

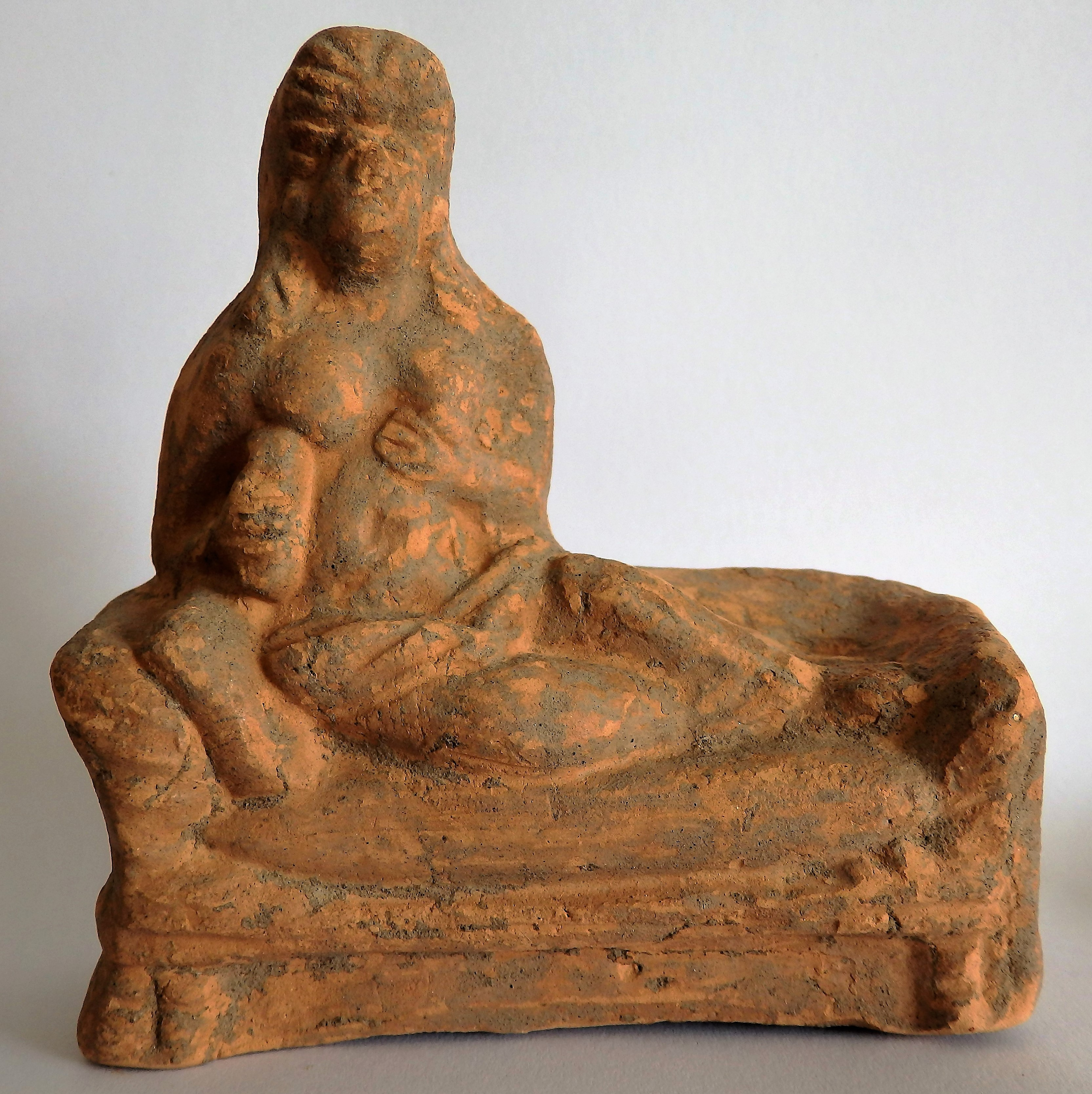
Kurtisane mit Alabastron in der rechten Hand auf Kline, 2.–3. Jh. n. Chr.

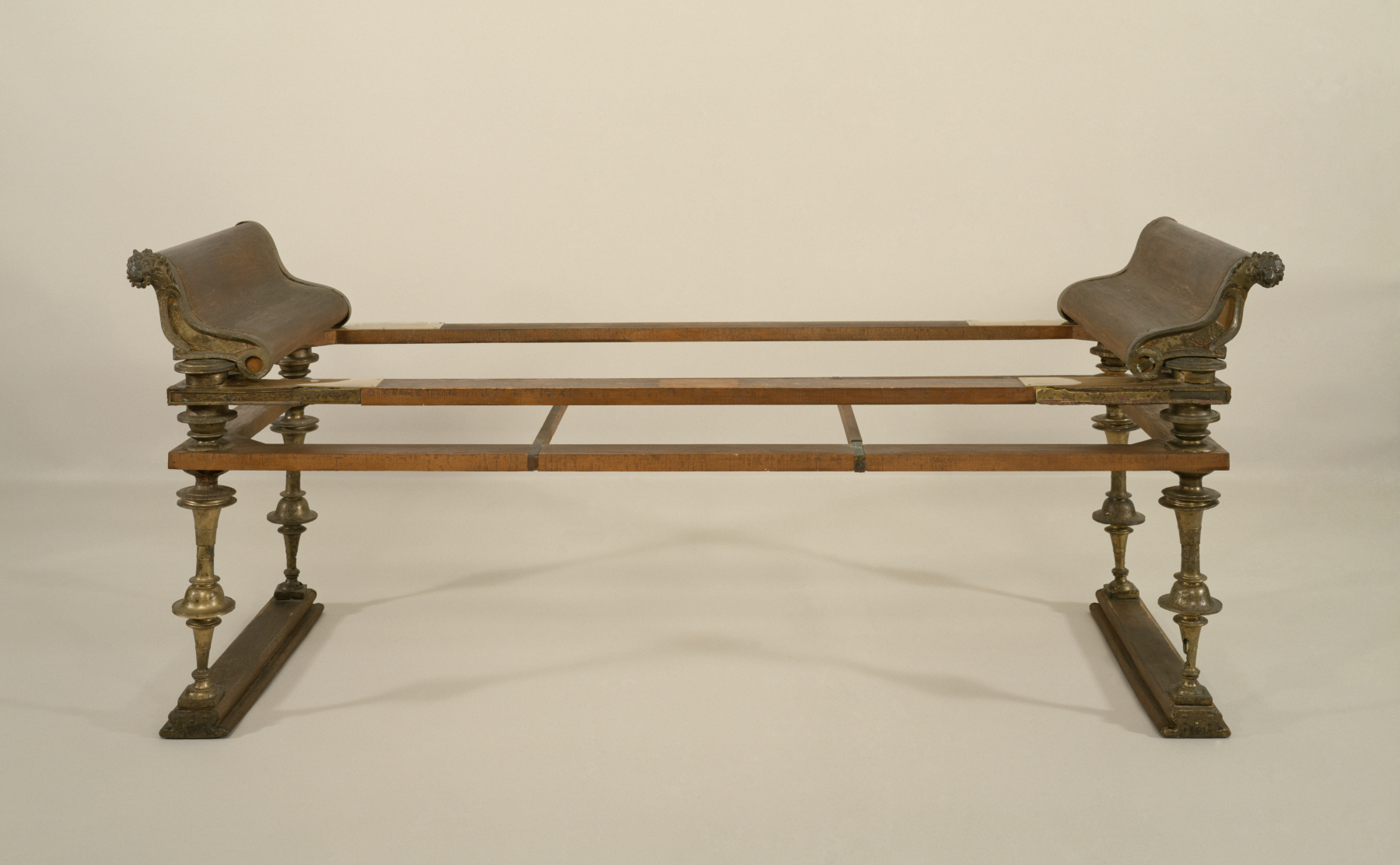
Römische Kline, 1. Jh. v. Chr.

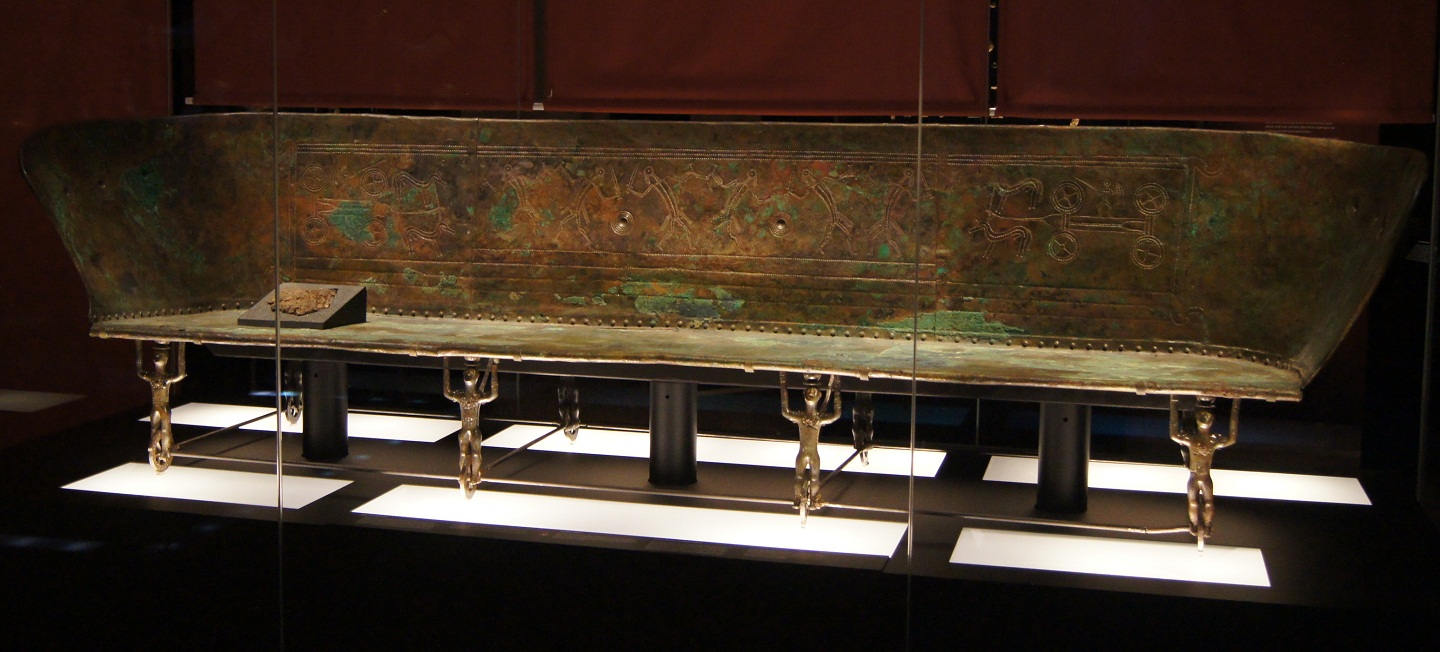
Keltische Totenliege aus Hochdorf, 550 v. Chr. (Original im Landesmuseum Württemberg)

Während Klinen der archaischen Phase am Kopfende nur wenig erhöht ausgeführt sind, entwickelte man in der griechischen Klassik mehrere Varianten eigenständiger Kopfteile. Im Hellenismus erreichte diese Entwicklung mit der Fulcrum-Kline einen Höhepunkt. Die neuen, geschwungenen Kopfstützen (lateinisch fulcra) sind wichtigstes Schmuckstück dieser Klinenform und oft mit Schnitzereien aus Holz, Bein oder Elfenbein und/oder aufwändigen Bronzereliefs verziert. Ab dem 1. Jahrhundert wurden Kastenklinen (lateinisch plutens) beliebt. Die Liegefläche wurde dabei von einem dreiseitigen senkrechten oder geschwungenen Rahmen von 40 bis 50 cm Höhe eingefasst. In der römischen Kaiserzeit wurde in großen Speiseräumen die Abfolge einzelner Klinen zunehmend durch geschlossene Anlagen wie die Omegaform (stibadium) ersetzt.
Die römische Antike unterscheidet zwischen der Kline zum Schlafen, lateinisch lectus cubicularis und der Kline zum Speisen, lateinisch lectus triclinaris. Gleichwohl ist gerade bei einfachen Haushalten der Zeit auch von einer Mehrfachfunktion auszugehen.
Weiterhin konnte die Kline auch als Totenbett verwendet werden. Diese Verwendung spiegelt sich auch in der Form der antiken Klinensarkophage wider.

## Keltische Totenliegen
Die Totenliegen der Kelten sind im wissenschaftlichen Sinne keine Klinen. Besonders der Nachbau der bronzenen Totenliege aus dem Hochdorfer Grabfund erwies sich im Nachbau als sehr komfortables Sitzmöbel für mehrere Personen. Reste einer weiteren Totenliege fanden sich im Prunkgrab Grafenbühl.